# Puny (indumentària)

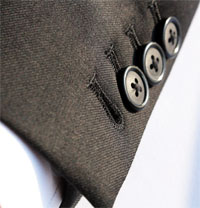
Puny (simple) d'americana

El puny d'una peça de roba és l'extrem o part final de la màniga.
En general, puny és, simplement, el nom que es dona a la part d'una màniga llarga que cobreix el puny del cos del portador. Aquest tipus més simple de puny és l'usual en les jaquetes civils de tipus modern.
El puny pot ésser el resultat de girar sobre si mateix un extrem de màniga molt llarg per tal de deixar la mà sense cobrir. Quan cal precisar, aquesta mena de puny s'anomena puny girat. El puny girat fou típic de la casaca.
Així mateix, el puny pot ésser una banda de material afegida a la terminació d'una màniga, llarga o curta, per tal de protegir-la. Quan cal precisar, aquesta mena de puny s'anomena puny muntat. El puny muntat és el típic de les camises modernes, on pot ésser simple o doble (francès). Modernament pot ser elàstic (força usat en jerseis).
El català puny equival sempre a l'anglès cuff i a l'espanyol puño. En canvi, força altres llengües del nostre entorn cultural empren mots diferents per a designar els matisos que hem vist. En particular:
- el 'puny-sector final de la màniga' s'anomena bas (de la manche) en francès; polso en italià; i canhão en portuguès.
- el 'puny muntat o afegit' s'anomena poignet en francès; polsino en italià; i punho en portuguès.
- el 'puny girat' s'anomena parement en francès; paramano en italià; i canhão en portuguès.

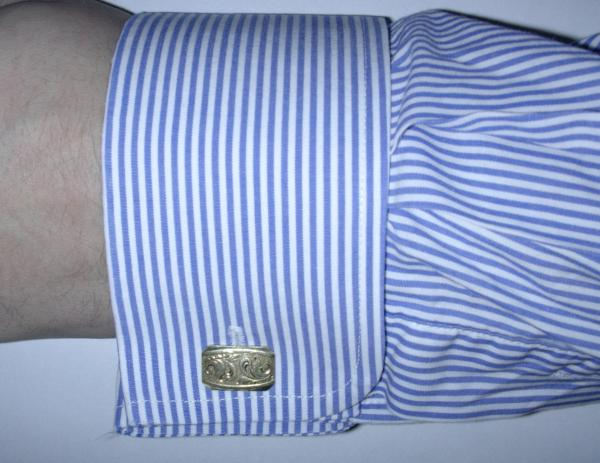
Puny (muntat) de camisa, amb botó de puny

Independentment del tipus de puny, aquest pot ser tancat, sense cap mena d'obertura. També és força habitual (sobretot en jaquetes i camises) d'obrir-lo mitjançant un tall que facilita de passar-hi la mà; en acabat es tanca, generalment, per joc de botons i traus. En el cas específic de la camisa, el puny doble (o puny francès) acostuma de dur traus a totes dues bandes, sense botó incorporat; en aquest cas es tanca amb botó de puny.

## Estils
A banda dels grans tipus que acabem de veure, els punys poden presentar múltiples estils concrets. Entre els estils de puny més habituals avui dia, sobretot en la moda femenina, es compten els següents: 
- puny de tapeta
- puny de bagueta
- puny de cinturó
- puny de cremallera
- puny elàstic
- puny de volants
- pnuy de godets
- puny canalé
- puny repuntat
- punt ajustat (o arrapat)
- puny viu
- puny de llàgrima
- puny de cordons

## El puny en l'uniforme militar

### Els punys de casaca
Els punys de la casaca militar constitueixen un món ric i complex que ací només podem apuntar en els trets bàsics.
Els punys girats, mostrant el color contrastant del folre, eren habituals en la casaca des del principi, ja en la indumentària civil, en què també podien ornamentar-se. Els militars aprofitaren la idea i la desenvoluparen com a element uniformològic en un sistema de colors contrastants indicatius d'arma, d'unitat, d'especialitat, etc.; sistema aplicat més endavant, també, a les solapes, a les gires dels faldons, etc. Els punys girats podien dur botons cosits, o tapetes verticals, o una combinació d'ambdós elements, tots els quals, funcionals al principi, acabaren com a merament ornamentals. Cada exèrcit desenvolupà un estil propi de puny; però amb el temps els estils dels exèrcits més prestigiosos foren copiats pels altres, amb què s'establí un joc d'estils de lliure disposició segons el gust del comandant o responsable de cada regiment, etc., etc. Com a excepció, a l'exèrcit austríac (i després a l'austrohongarès) l'ús de certa mena de punys estava molt fixat i era denotatiu: els regiments «alemanys» duien puny recte; els «hongaresos», puny apuntat (en punta).
Els estils de puny, doncs, es poden definir tot combinant quatre paràmetres bàsics: forma recta o apuntada del puny; presència o absència de botons; presència o absència de tapetes verticals; forma de la tapeta, recta o rematada en tres puntes. Els botons, encara, podien combinar-se amb sengles galons ornamentals. Aquest conjunt de combinacions dona la tipologia bàsica següent: 
- puny recte simple;
- puny apuntat simple o hongarès;
- puny suec: recte, amb botons horitzontals;
- puny alemany: recte, amb botons verticals;
- puny polonès: apuntat i amb botó;
- puny brandenburguès: recte, amb tapeta vertical (amb viu o sense);
- puny francès: recte, amb tapeta vertical de tres puntes.

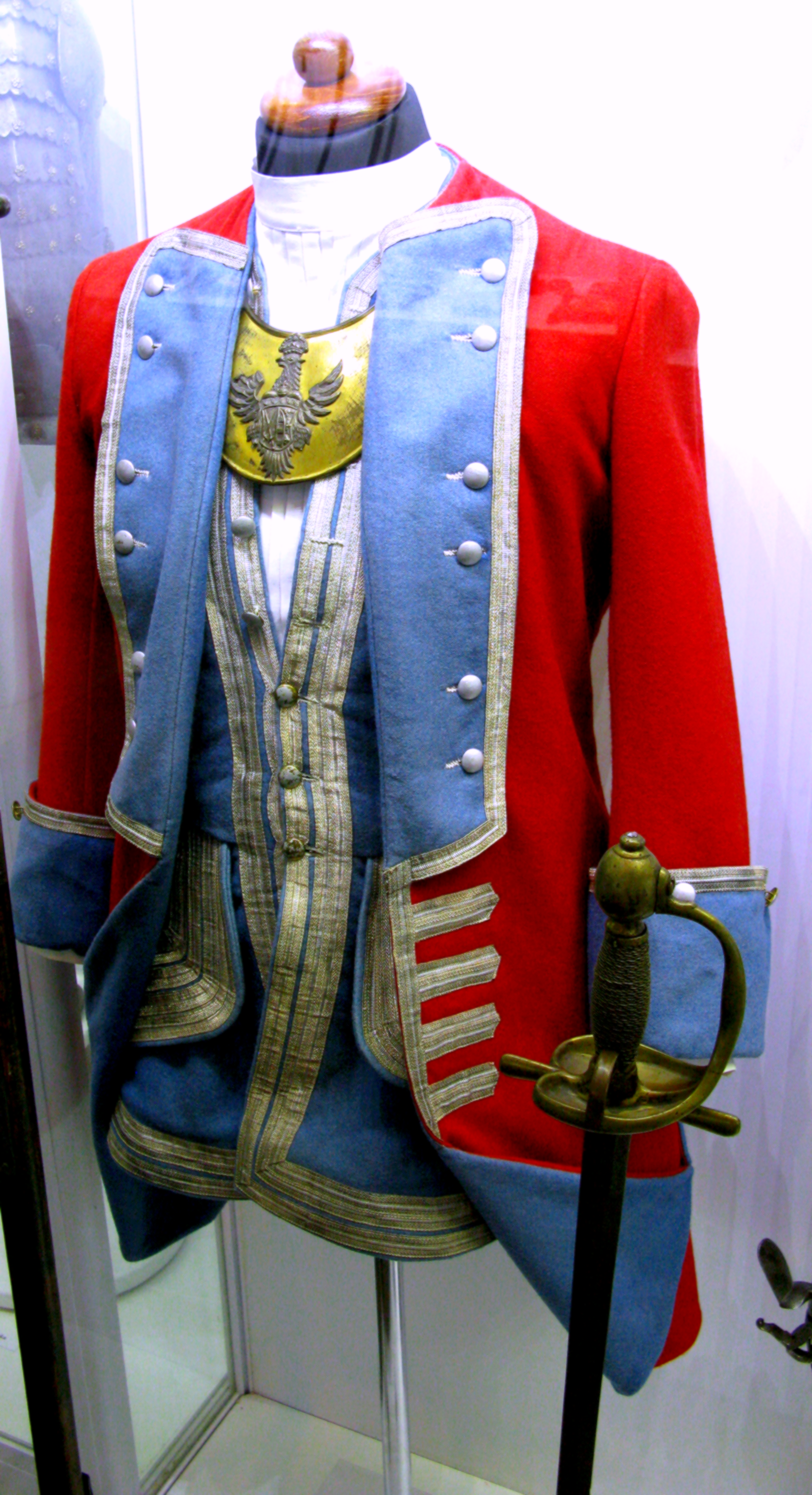
Casaca amb puny recte (Polònia, 1732)
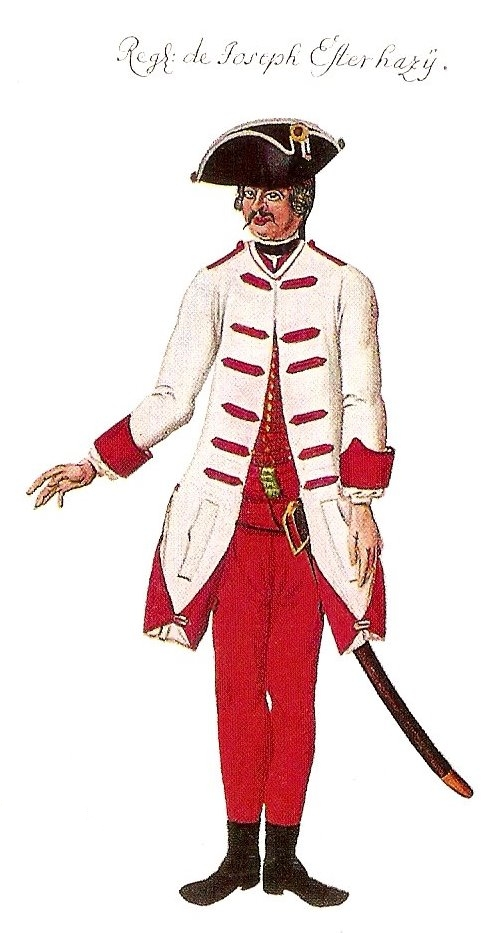
Casaca amb puny apuntat (Hongria, 1762)
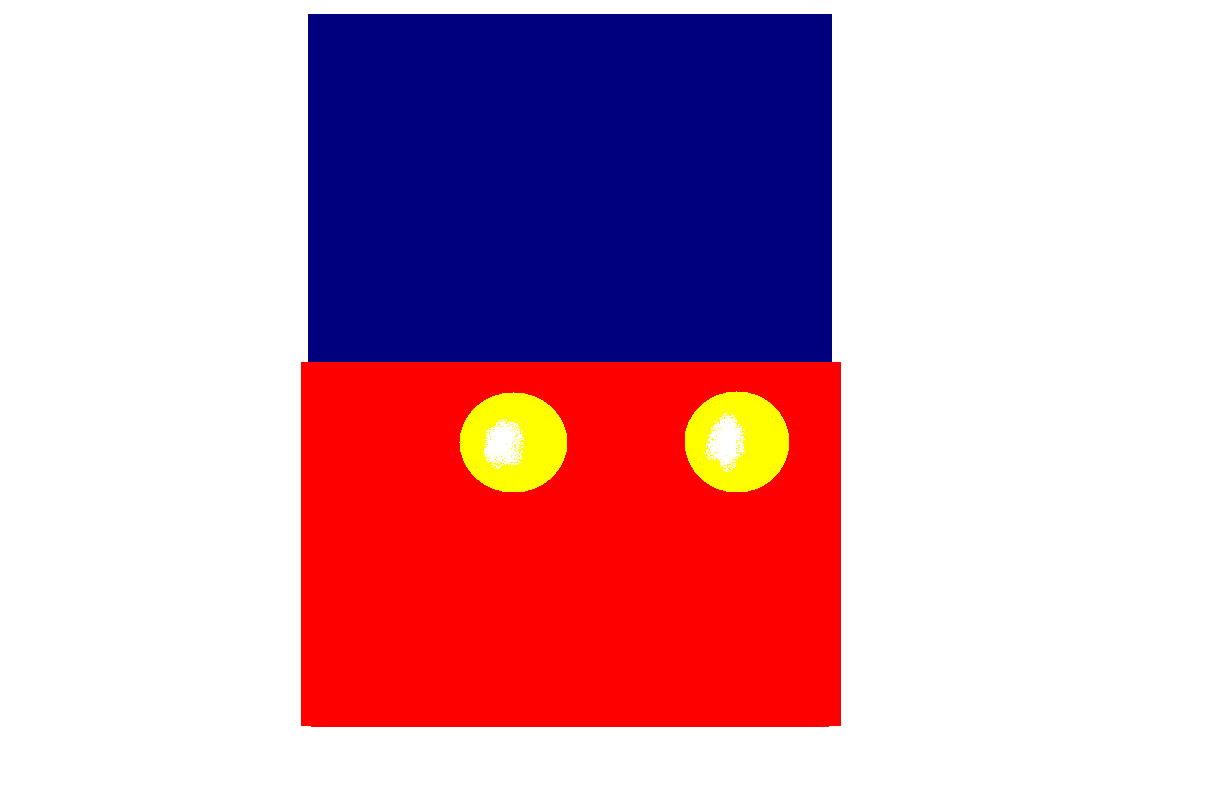
Puny suec
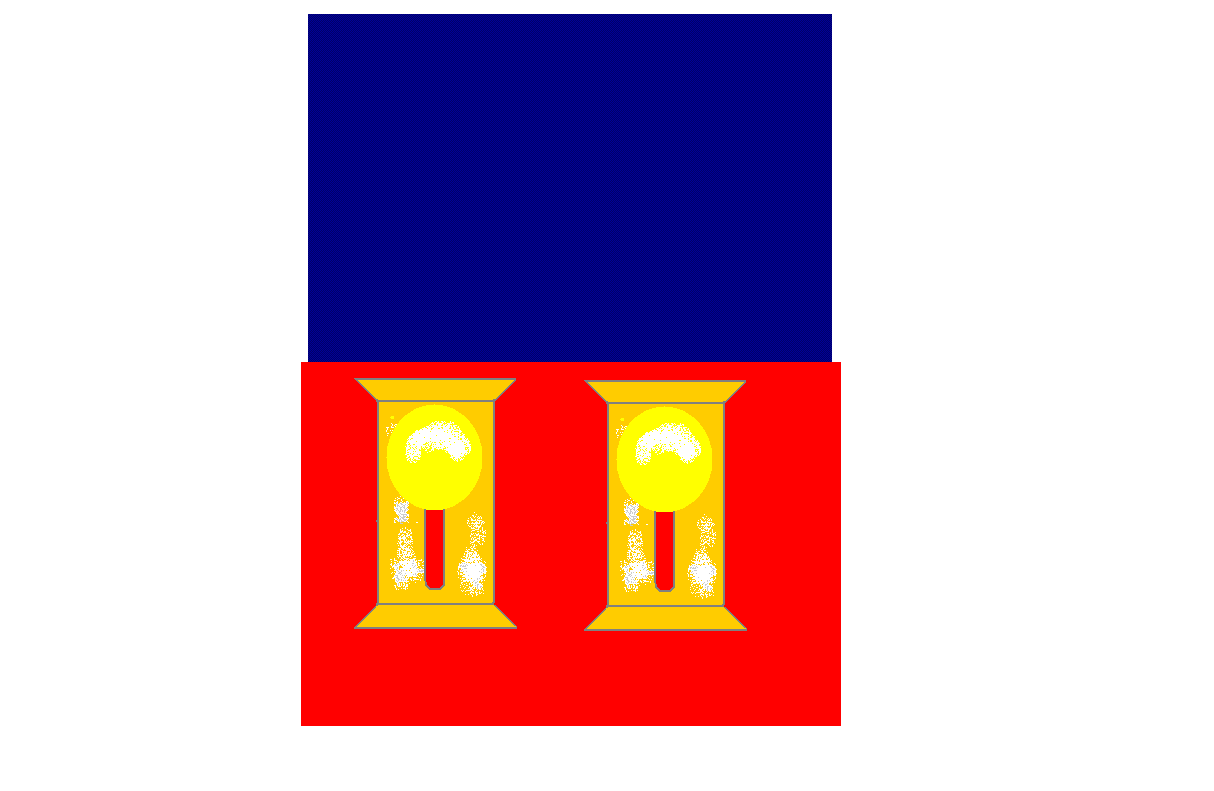
Puny suec, variant galonada
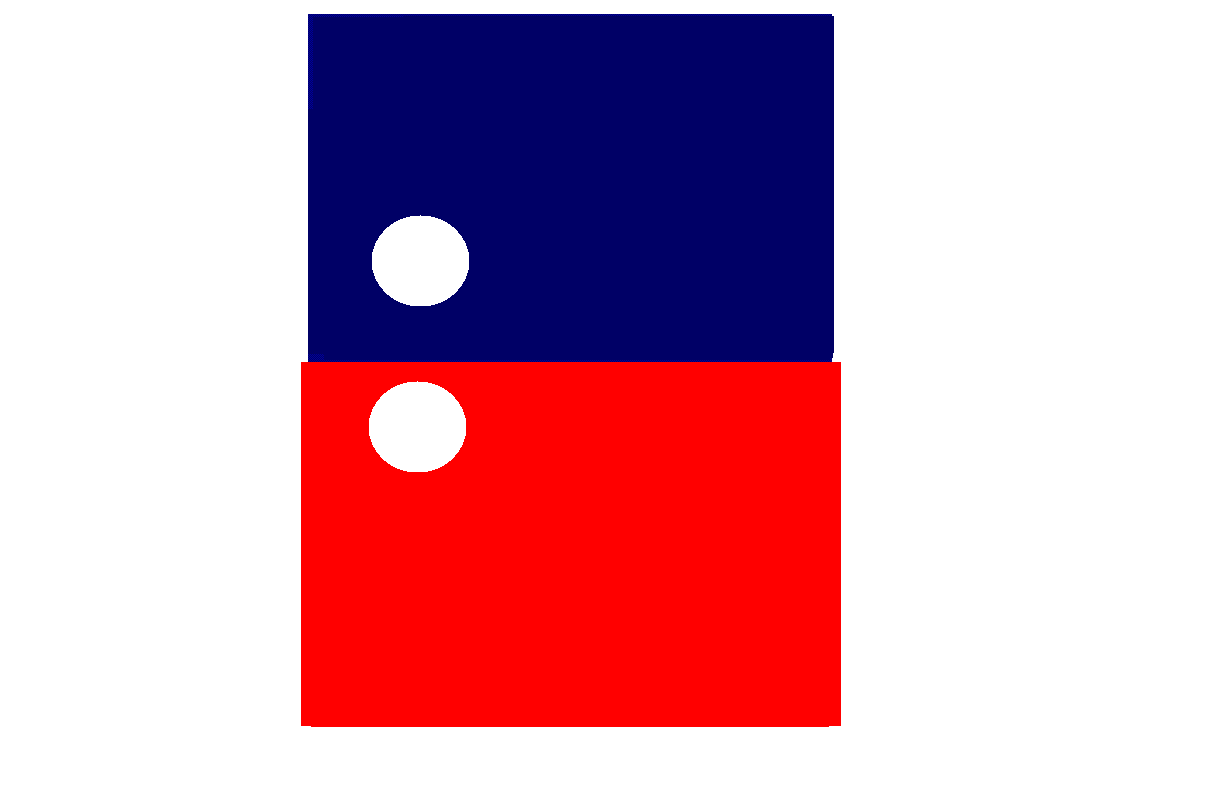
Puny alemany
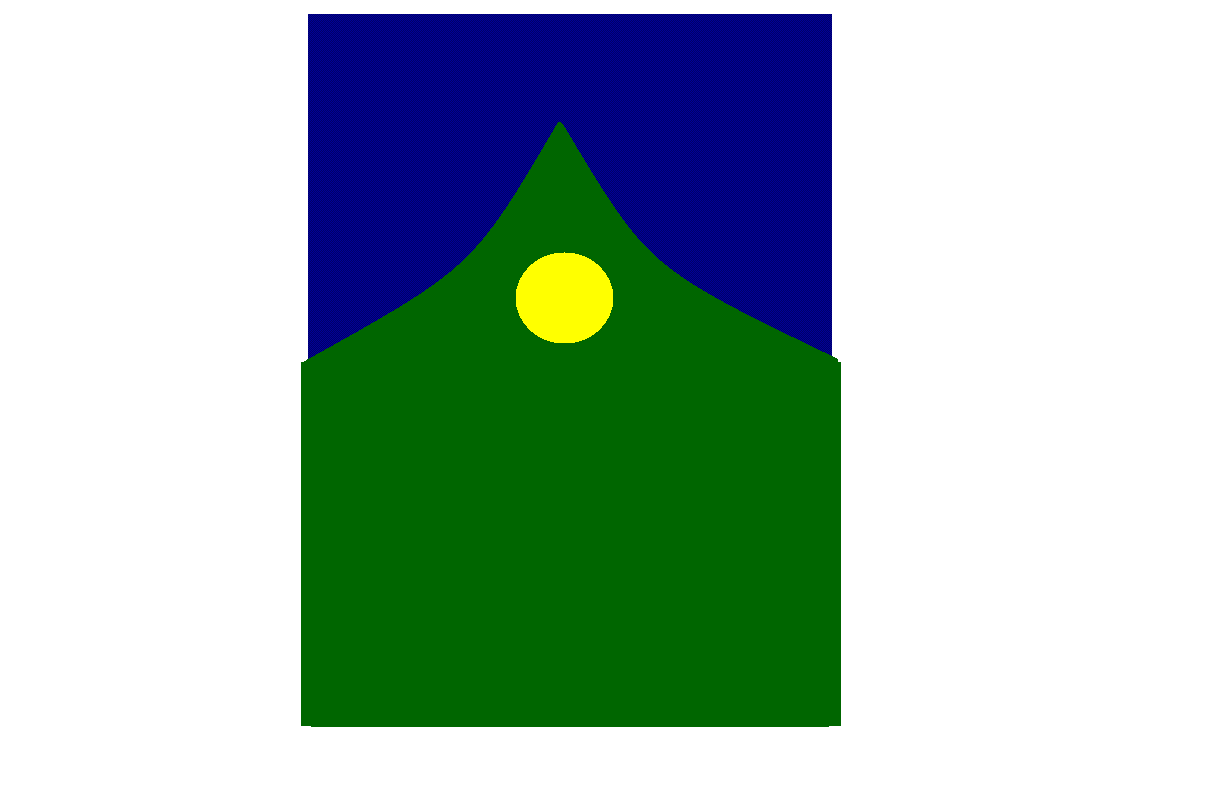
Puny polonès
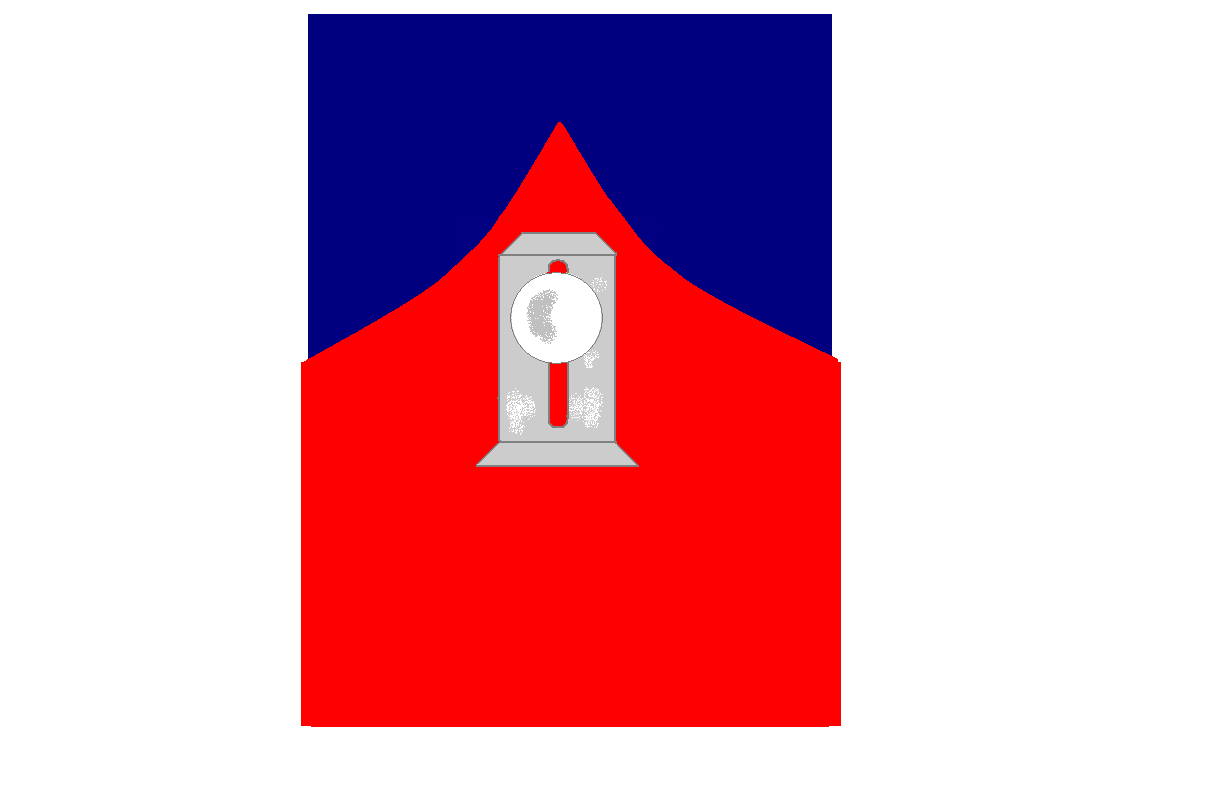
Puny polonès, variant galonada
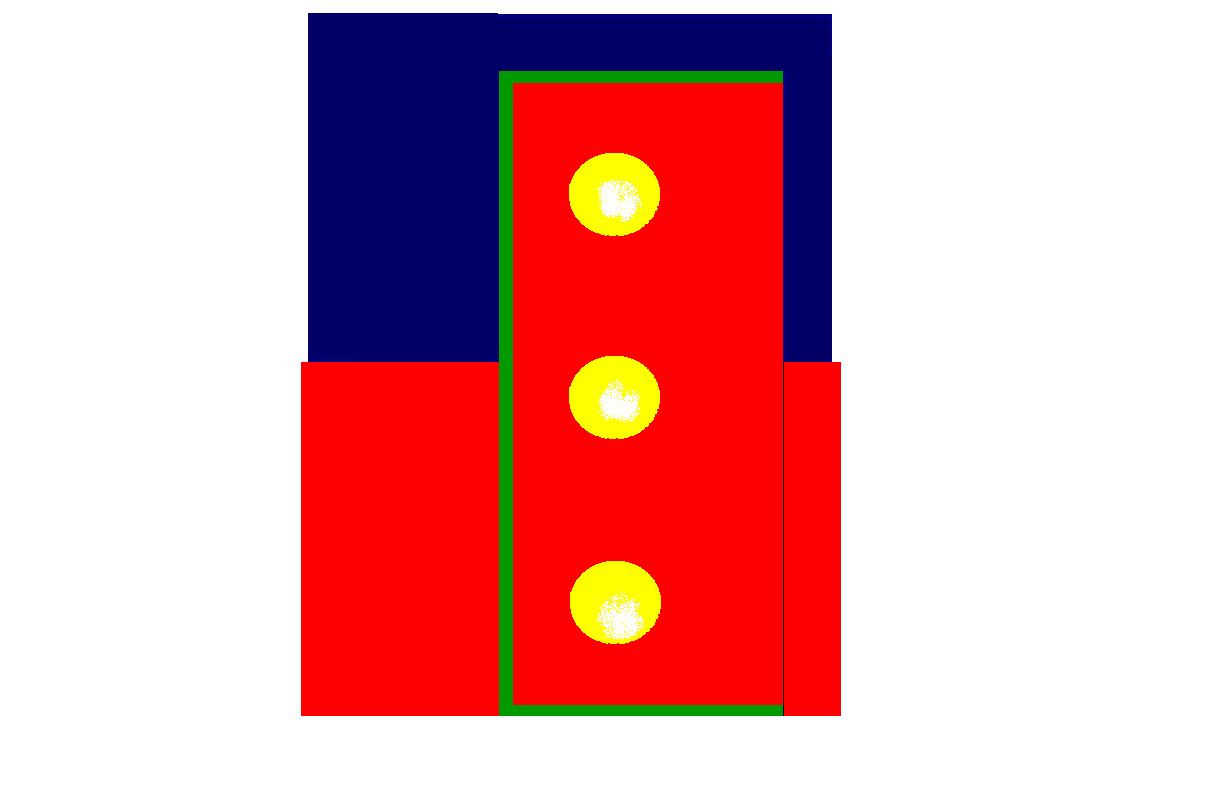
Puny brandenburguès
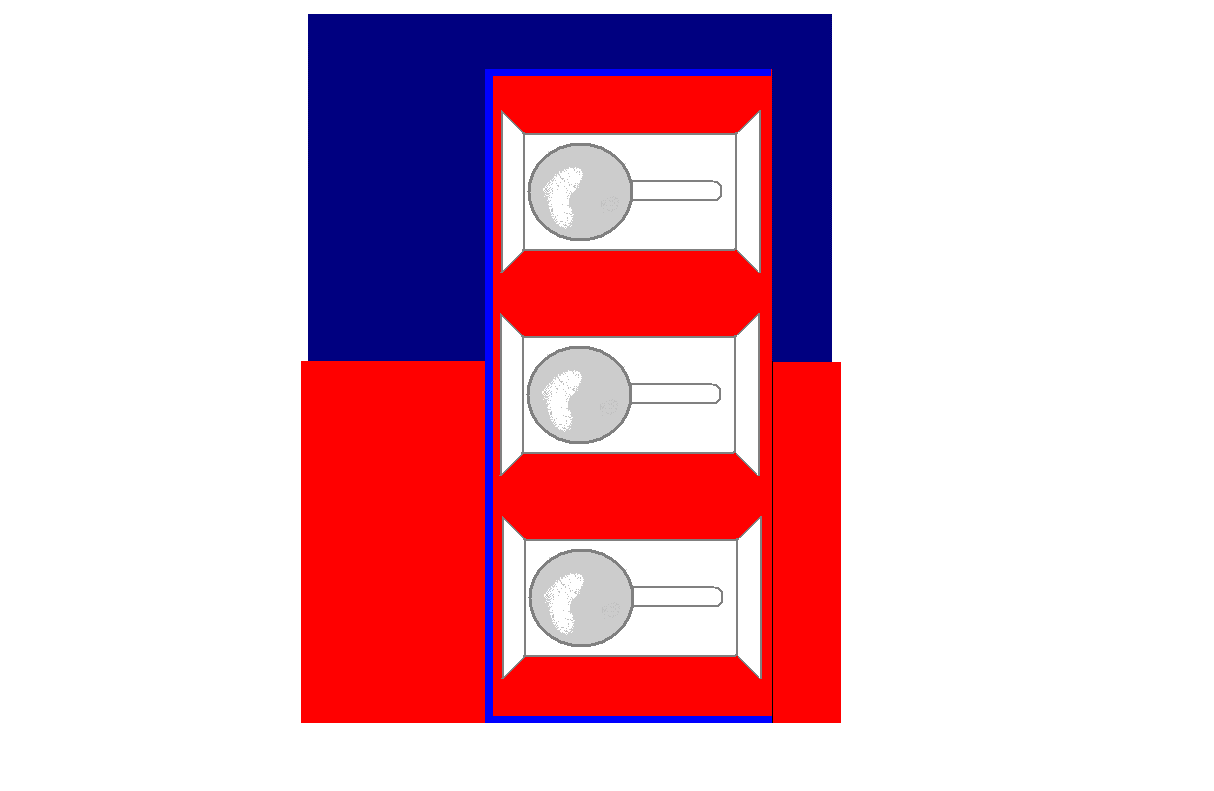
Puny brandenburguès, variant galonada
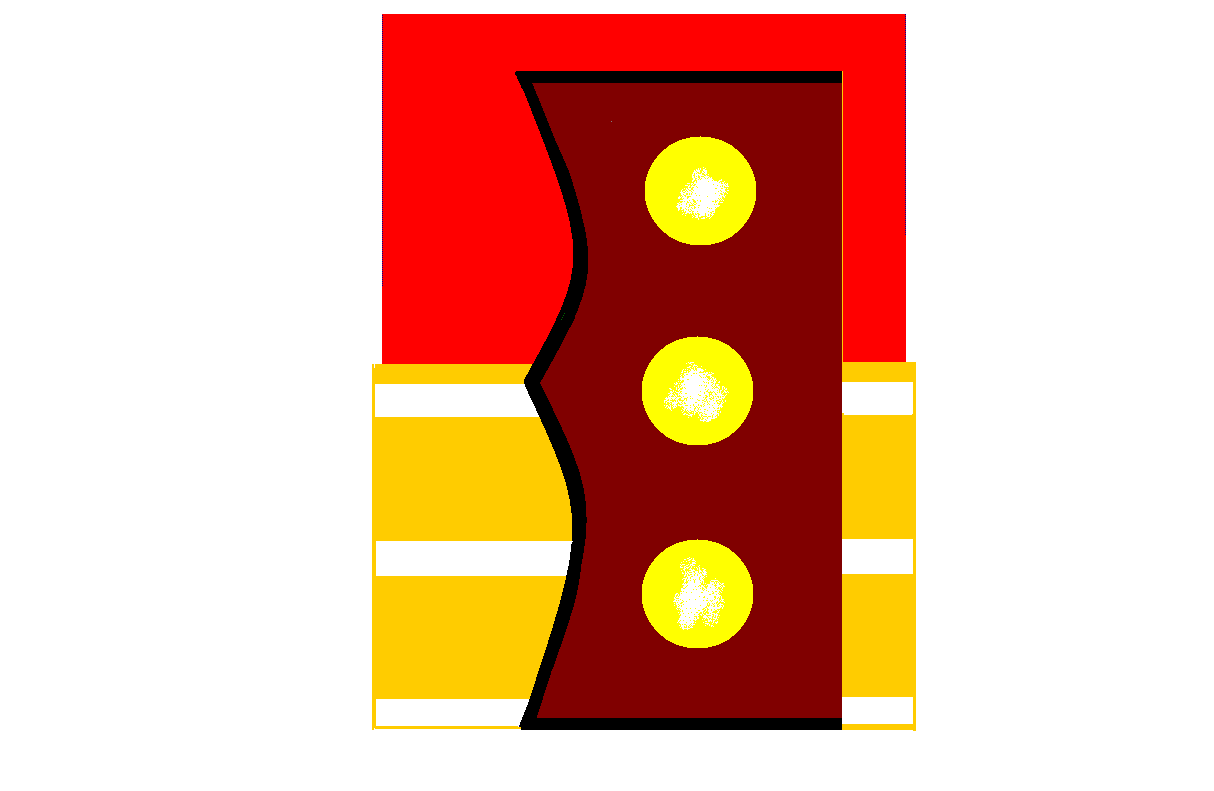
Puny francès
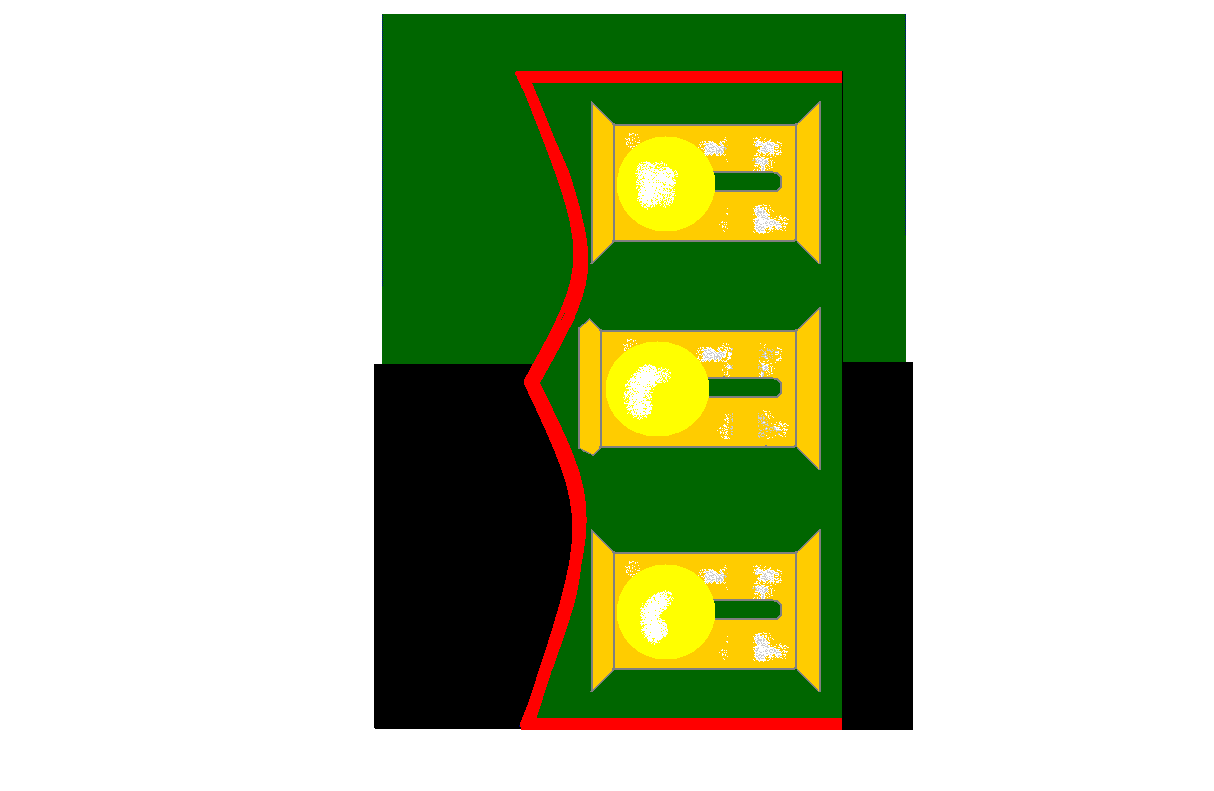
Puny francès, variant galonada

Aquests estils de puny foren transmesos a les guerreres, si bé en campanya prenien una versió molt simplificada. A partir de la Primera Guerra Mundial tendiren a circumscriure's a l'uniforme de gala, on romanen actualment en alguns exèrcits.

### Edat Contemporània
Des del segle xix, el puny és un dels punts més habituals de col·locació de les divises de l'oficialitat (en canvi, la sotsoficialitat i la tropa generalment les duen a la part superior de la màniga).
Durant el segle xix, les guerreres generalment duien punys girats, cosits, els quals podien ésser rectes o apuntats, segons costum de l'exèrcit, arma o unitat, o bé en funció de la moda. Durant la primera meitat del segle xx conviuen guerreres de puny girat amb guerreres de puny simple, les quals passen a predominar pels volts de 1950.
Les caçadores militars usualment duen punys muntats; les jaquetes de campanya (bruses de campanya) poden dur punys simples o punys muntats.
Els capots poden presentar puny simple o puny girat (real, cosit o simulat).

### General
- Diccionari visual Oxford: català, castellà, anglès, francès. Oxford: Oxford University, cop. 1997. ISBN 84-8104-004-5
- Newman, Alex; Shariff, Zake. Moda A-Z: diccionario ilustrado. [Traducción: Teresa Jarrín Rodríguez] Barcelona: Blume, cop. 2010. ISBN 978-84-9801-475-4
- Travers-Spencer, Simon; Zaman, Zarida. Directorio de formas y estilos para diseñadores de moda. [Traducción: Teresa Valverde] Barcelona: Acanto, cop. 2008. ISBN 978-84-95376-85-5

### Sobre el puny en l'uniforme militar
- Carman, W. Y. A dictionary of military uniform. London: B.T. Batsford, 1977. ISBN 0-7134-0191-5
- Förster, Gerhard; Hoch, Peter; Müller, Reinhold. Uniformer europäischer Armeen. Farbtafeln von Rolf Swoboda. Berlin: Militärverlag der DDR, cop. 1978
- Funcken, Liliane & Fred. Le costume et les armes des soldats de tous les temps. [Paris; Tournai]: Casterman, 1966-1967. 2 v.
- Kannik, Preben. Uniformes militares en color de todo el mundo. Madrid: San Martín, 1969
- Mollo, John. Military fashion: a comparative history of the uniforms of the great armies from the 17th century to the First World War. London: Barrie & Jenkens, 1972. ISBN 0-214-65349-8
- The visual dictionary of military uniforms. London; New York; Stuttgart: Dorling Kindersley, 1992. (Eyewitness visual dictionaries) ISBN 0-86318-836-2